# Kinga Práda
Kinga Práda, född 14 januari 1970 i Kolozsvár (Cluj, Klausenburg) i Transsylvanien, Rumänien, är en ungersk/svensk flöjtist, kammarmusiker, solist och pedagog.
Kinga Prada är utbildad vid Musik-Academy Cluj-Napoca Gh.Dima och Liszt-akademien i Budapest. Sedan 1995 är hon internationellt verksam som flöjtsolist med Sverige som bas. Medverkar på ett 20-tal CD varav tre egna porträttskivor med dels romantisk, dels nutida repertoar. Práda har uruppfört drygt ett tiotal nyskrivna verk av bland annat svenska, amerikanska (US) och ungerska tonsättare, många av verken skrivna direkt för henne. Sedan 1998 verksam som flöjt- och ensemblelärare vid musikskolan Lilla Akademien i Stockholm.

## Diskografi
- Nukonserter (nosag CD 123) med nutida konserter för flöjt och stråkar med Stockholm String Ensemble, musik av Ingvar Karkoff, Csaba Deák och Martin Larson.
- Kingám (nosag CD 029) med nutida verk av Stellan Sagvik, B Tommy Andersson, Tommie Haglund och Martin Larson, för soloflöjt, Flöjt och orkester (med Filarmonica de Cluj), med piano (tillsammans med Ilona Jánky) och flera nyskrivna verk för flöjt och slagverk (tillsammans med Markus Leoson).
- Kinga plays flute music (nosag CD082) är en duo-konsert (tillsammans med pianisten Ilona Jánky) med virtuosa verk av Enescu, Doppler, Franck, Demmerssemann och Barber.
- Vägar leder (nosag CD209), 18 duos för flöjt och cello (cellist Emese Jánky) av Stellan Sagvik, kopplade till Ildikó Asztalos' diktsamling BEFRIELSE, möjligt att framföras som melodram.
- Afternoon in Pan's Labyrinth (nosagCDVD185) ett studiofilmat konsertprogram (tillsammans med pianisten Stefan Lindgren), med Pan/Syrinx-myten som tema, med musik av Debussy, Mouquet, Roussel, Hüe, Sagvik, Limdgren och Dutilleux.
- Mission Impossible Tour (nosagCDVD222) filmad turnékonsert med Trio Pránky (Kinga Práda, Emese Jánky, cello, Zsolt Jánky, trummor) inspelad i Österhaninge kyrka, med en dryg timmes mycket varierad musik från Bach till Michael Jackson, för en i princip omöjlig ensemble; flöjtist, cellist och rocktrummis!